# Тішомінго (Міссісіпі)
Тішомінго (англ. Tishomingo) — місто (англ. town) в США, в окрузі Тішомінґо штату Міссісіпі. Населення — 370 осіб (2020).

## Географія
Тішомінго розташоване за координатами 34°38′2″ пн. ш. 88°13′43″ зх. д. / 34.63389° пн. ш. 88.22861° зх. д. (34.634013, -88.228666).  За даними Бюро перепису населення США в 2010 році місто мало площу 1,43 км², уся площа — суходіл.

## Демографія
Згідно з переписом 2010 року, у місті мешкало 339 осіб у 162 домогосподарствах у складі 90 родин. Густота населення становила 237 осіб/км².  Було 192 помешкання (134/км²).
Расовий склад населення:
| - 93,5 % — білих - 4,4 % — чорних або афроамериканців - 0,3 % — азіатів |

До двох чи більше рас належало 0,9 %. Частка іспаномовних становила 0,6 % від усіх жителів.
За віковим діапазоном населення розподілялося таким чином: 20,1 % — особи молодші 18 років, 57,2 % — особи у віці 18—64 років, 22,7 % — особи у віці 65 років та старші. Медіана віку мешканця становила 45,1 року. На 100 осіб жіночої статі у місті припадало 67,8 чоловіків;  на 100 жінок у віці від 18 років та старших — 62,3 чоловіків також старших 18 років.
Середній дохід на одне домашнє господарство  становив 33 066 доларів США (медіана — 28 750), а середній дохід на одну сім'ю — 39 509 доларів (медіана — 35 000). Медіана доходів становила 31 875 доларів для чоловіків та 20 333 долари для жінок. За межею бідності перебувало 33,7 % осіб, у тому числі 58,6 % дітей у віці до 18 років та 35,4 % осіб у віці 65 років та старших.
Цивільне працевлаштоване населення становило 187 осіб. Основні галузі зайнятості: виробництво — 27,3 %, освіта, охорона здоров'я та соціальна допомога — 26,7 %, роздрібна торгівля — 20,3 %.